# Višenitnost (softver)
Višenitnost (engl. multithreading) je osobina kojom se omogućava pisati računalne programe koji će izvesti istovremeno dvije ili više operacija. procesor će naizmjenično posvetiti određeni dio vremena izvođenju naredaba u svakoj od niti, ovisno o prioritetu pojedinih niti. Programski jezik Java podržava višenitnost od početka. Kod C++ to nije ugrađeni dio, nego se za to mora imati za to potrebnu programsku knjižnicu.
Višenitnost se može primijeniti u jednom procesu radi omogućavanja usporednog izvršavanja na multiprocesorskom sustavu.